# Szaraktasi járás
A Szaraktasi járás (oroszul Саракташский райо́н) Oroszország egyik járása az Orenburgi területen. Székhelye Szaraktas.

## Népesség
- 1989-ben 40 887 lakosa volt.
- 2002-ben 42 307 lakosa volt.
- 2010-ben 40 145 lakosa volt, melyből 27 046 orosz, 6 691 tatár, 2 169 kazah, 1 539 baskír, 910 ukrán, 441 azeri, 228 mordvin, 123 üzbég, 103 örmény.